# José Emilio Pacheco
José Emilio Pacheco (30. červen 1939, Ciudad de México – 26. leden 2014, Ciudad de México) byl mexický básník, prozaik, překladatel, nositel Cervantesovy ceny z roku 2009.

## Biografie
V dětství ho velmi ovlivnili prarodiče, kteří mu vyprávěli staré mexické legendy a také ho naučili číst. Studoval práva a literaturu na Mexické národní autonomní univerzitě, ovšem studia nedokončil. Stal se editorem literárních časopisů.
Na literární scénu vstoupil v 60. letech jako člen skupiny literátů, která se silně společensky angažovala v otázkách znečištění ovzduší, chudoby či korupce. Jeho raná poezie měla surrealistické ladění, později si však osvojil mnohem jednodušší styl básnění, velmi přímý, bez velkého symbolismu. Typické pro jeho pozdní poezii bylo oslavování zvířat, jejichž životní způsob byl v očích autora mnohem důstojnější než lidský. Již od 60. let psal též povídky a romány.
Hojně též překládal do španělštiny, zejména díla anglických autorů (Samuel Beckett, Tennessee Williams, Oscar Wilde, Harold Pinter, Thomas Stearns Eliot, Albert Einstein).

### Poezie
- Los elementos de la noche (1963)
- El reposo del fuego (1966)
- No me preguntes cómo pasa el tiempo (1970)
- Irás y no volverás (1973)
- Islas a la deriva (1976)
- Desde entonces (1979)
- Los trabajos del mar (1983)
- Miro la tierra (1987)
- Selected Poems, ed. George McWhirter (1987, anglicky)
- Ciudad de la memoria (1990)
- El silencio de la luna (1996)
- City of Memory and Other Poems, přel. David Lauer, Cynthia Steele (1997, anglicky)
- La arena errante (1999)
- Siglo pasado (2000)
- Tarde o temprano: Poemas 1958-2009 (2009, úplné vydání poezie)
- Como la lluvia (2009)
- La edad de las tinieblas (2009)
- El espejo de los ecos (2012)

### Prózy
- El viento distante y otros relatos (1963)
- Morirás lejos (1967)
- El principio del placer (1972)
- La sangre de Medusa (1977)
- Las batallas en el desierto (1987)
- Battles in the Desert & Other Stories, přel. Katherine Silver (1987, anglicky)